# Форт-Веллінгтон
Форт-Веллінгтон (англ. Fort Wellington) — населений пункт в державі Гаяна. Адміністративний центр регіону Махайка-Бербіс.

## Населення
У 2008 році населення Форт-Веллінгтона становило 2266 осіб.